# Savršćak
Savršćak is een plaats in de gemeente Samobor in de Kroatische provincie Zagreb. De plaats telt 192 inwoners (2001).